# کنفرانس کارنانتوم
کنفرانس کارنانتوم (انگلیسی: Conference of Carnuntum) کنفرانسی نظامی بود که در ۱۱ نوامبر ۳۰۸ در شهر کارنونتوم پترونل-کارنانتوم کنونی اتریش برگزار شد، که در آن زمان در استان واقع در پانونیا پریما بود. توسط امپراتور ارشد شرق (امپراتور روم) (آگوستوس (عنوان)) گالریوس (ح. ۲۹۳–۳۱۱) به عنوان راهی برای حل و فصل اختلاف بر سر عنوان آگوستوس غرب از مدعوین دعوت شد. در نتیجه، برای پایان دادن به درگیری‌های جاری از سال قبل، زمانی که او و قبل از آن سوروس دوم (فلاویوس والریوس سوروس)» (ر. ۳۰۵–۳۰۷)، به ایتالیای ماکسنتیوس (حکومت ۳۱۲–۳۰۶) و ماکسیمیان (ر. ۲۸۶–۳۰۸؛ حکومت دوباره ۳۱۰) حمله کرده بودند. در کنفرانس دیوکلسین (ح. ۲۸۴–۳۰۵)، که از سال ۳۰۵ بازنشسته شده بود، و همچنین ماکسیمیان حضور داشتند.
بر اساس رایزنی‌های صورت گرفته در این جلسه، قرار بود ماکسیمیان برای همیشه از سمت امپراتوری خود برکنار شود. لیسینیوس (ر. ۳۰۸–۳۲۴)، ژنرال سابق گالریوس، به عنوان آگوستوس غرب منصوب شد و قرار بود با ماکسنتیوس که به عنوان یک غاصب رفتار می‌کرد، برخورد کند. کنستانتین بزرگ (ح. ۳۰۶–۳۳۷) از مقام آگوستوس خود به سزار تنزل یافت. اما این تصمیم‌ها اکثر پادشاهان را خشنود نکرد و کنستانتین تنزل مقام و ماکسیمینوس را زیر سؤال برد. ماکسیمینوس دایا(r. 305-313) ارتقاء طلبید. علاوه بر این، ماکسیمینوس از تنزل رتبه خود راضی نمی‌شد و همچنان آخرین توطئه را در دربار کنستانتین در گل (سرزمین) انجام می‌داد، در حالی که لیسینیوس در سال‌های بعد هیچ کاری برای متوقف کردن ماکسنتیوس انجام نمی‌داد.